# Ingmar Bergman
Ernst Ingmar Bergmanⓘ [ˌiŋːmaɾ ˈbæɾːʝman] (* 14. Juli 1918 in Uppsala; † 30. Juli 2007 auf Fårö) war ein schwedischer Drehbuchautor und Film- und Theaterregisseur. Da er oft in seiner Entwicklung Theater und Film fast parallel bearbeitete, waren sowohl die Bühne als auch der Film wechselseitig Impulsgeber für das jeweils andere Medium. Im Jahr 1997 wurde Bergman bei den Filmfestspielen in Cannes als „Bester Filmregisseur aller Zeiten“ geehrt.

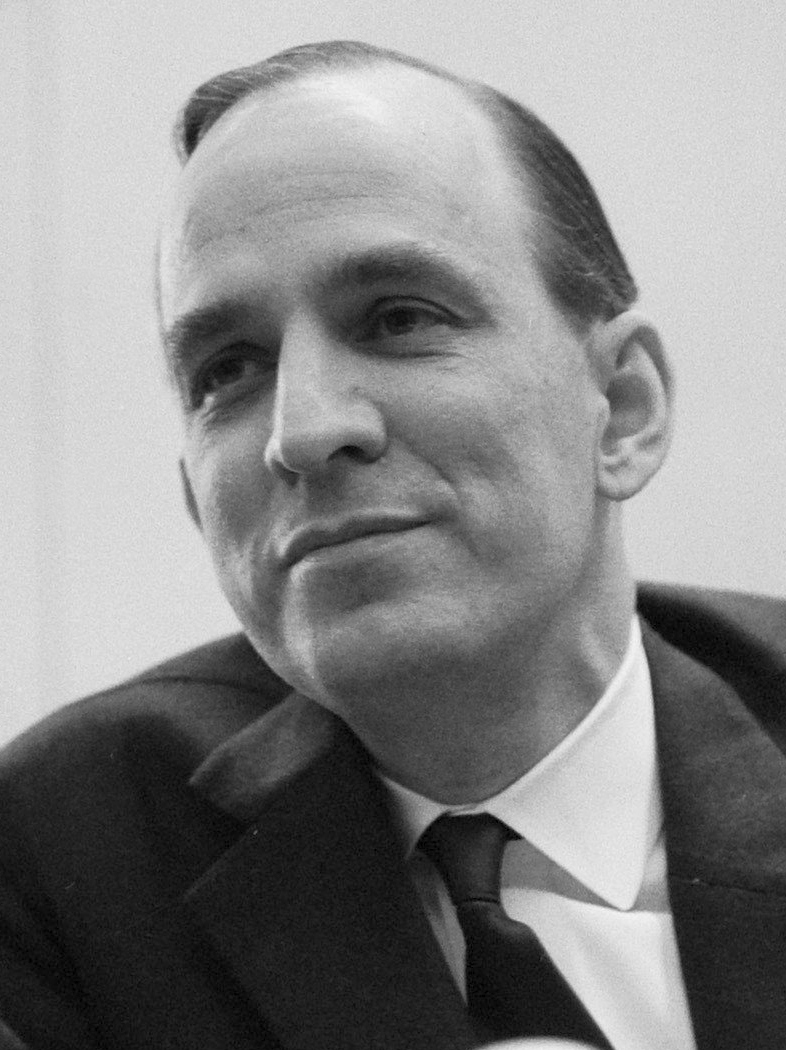
Ingmar Bergman (1966)

In seinen Arbeiten, vor allem den Filmen, ist ein deutlicher autobiografischer Einfluss zu erkennen. Die Mehrzahl seiner Filme sind der Gattung des Filmdramas zuzurechnen, er drehte aber auch Komödien und Dokumentationen. In seinen Filmdramen thematisierte er häufig existenzielle Themen wie den Tod, die Suche nach Gott, die Einsamkeit des Menschen und zwischenmenschliche Beziehungen. Seine Filmsprache zeichnete sich unter anderem durch lange Naheinstellungen und eine spezielle Lichtsetzung aus, die er zusammen mit seinem langjährigen Kameramann Sven Nykvist entwickelte. In dramaturgischer Hinsicht sind oft Rückblenden enthalten. Die mitunter direkte Darstellung von Sexualität führte in den 1950er- und 1960er-Jahren wiederholt zu Problemen mit der Zensur und verhalf unter anderem dem Film Das Schweigen zu einem Skandalerfolg. Weitere namhafte Werke sind Das siebente Siegel, Wilde Erdbeeren, Persona, Szenen einer Ehe sowie die drei Oscar-prämierten Filme Die Jungfrauenquelle, Wie in einem Spiegel und Fanny und Alexander

## Frühe Jahre
Ingmar Bergman wuchs in einem evangelischen Pfarrhaus auf. Er wurde als mittleres von drei Kindern des lutherischen Pastors Erik Bergman (1886–1970) und dessen Frau Karin, geb. Åkerblom (1889–1966), in Uppsala geboren und streng religiös erzogen. Der ältere Bruder Dag wurde später Diplomat, die jüngere Schwester Margareta Schriftstellerin. Seine Beziehung zu den Eltern war sehr konfliktgeladen. Bei Ungehorsam wurde er mit dem Rohrstock gezüchtigt oder mit Einsperren in der Garderobe bestraft. Diese Erlebnisse verarbeitete Bergman Jahre später in Filmen wie Die Hörige (1944), Die Stunde des Wolfs (1968) oder Von Angesicht zu Angesicht (1976).
Schon in jungen Jahren kam Bergman mit dem Medium Film in Berührung: Sein Vater nutzte während des Religionsunterrichts zur Veranschaulichung eine Laterna magica. Als er zehn Jahre alt war, bekam sein Bruder einen Kinematographen geschenkt. Bergman erwarb den Apparat im Tausch gegen einhundert Zinnsoldaten und kaufte von seinem Taschengeld Filme für das Gerät. Auch nahm ihn seine Großmutter regelmäßig ins Kino mit. Später entwickelte Bergman eine Begeisterung für die Stummfilmregisseure seiner Heimat, vor allem für Victor Sjöström.
Mit etwa 16 Jahren begann Bergman sich intensiv mit dramatischer Literatur zu beschäftigen; besonders die Werke von August Strindberg hatten einen starken Einfluss auf ihn. Im Keller des Stockholmer Wohnhauses Storgatan Nr. 7 studierte Bergman seine ersten Stücke ein. 1938 begann Bergman ein Studium der Literaturgeschichte an der Stockholmer Universität, das er aber nicht beendete. Im selben Jahr wurde er Mitglied im Ensemble des Amateurtheaters im Mäster Olofsgården,
1999 berichtete Bergman, dass er in seiner Jugend, nicht zuletzt beeinflusst durch sein rechtes, antikommunistisches Elternhaus, ein Bewunderer Adolf Hitlers und des Nationalsozialismus gewesen sei: „Unser Geschichtslehrer verehrte ‚das alte Deutschland‘, unser Gymnastiklehrer besuchte jeden Sommer Offizierstreffen, einige der Pastoren in der Gemeinde waren heimliche Nazis und die engsten Freunde der Familie drückten starke Sympathien für das ‚neue Deutschland‘ aus […] Als die Tore der Konzentrationslager geöffnet wurden, habe ich zuerst meinen Augen nicht getraut … Als die Wahrheit ans Tageslicht kam, war das ein furchtbarer Schock für mich. Auf brutale und gewalttätige Weise wurde ich plötzlich meiner Unschuld beraubt.“ In seiner Autobiografie schreibt er dazu: „Der Glanz an der Oberfläche hat mich geblendet und ich habe das Dunkle nicht gesehen.“ Seine Schlussfolgerung: „Nie mehr Politik!“ Ein Versuch der Bewältigung findet mit Das Schlangenei von 1977 statt.
1940 schloss er sich dem Stockholmer Studententheater („Studentteatern“) an, in dem auch seine zukünftigen Hauptdarsteller Birger Malmsten und Erland Josephson mitwirkten. Er verfasste eigene Theaterstücke, von denen das erste 1942 öffentlich aufgeführt wurde, und begann eine unbezahlte Tätigkeit als Regieassistent an der Königlichen Oper. 1941 leitete er im Stockholmer Bürgerhaus neben einem Kindertheater das Medborgarhuset (Bürgerhaus), wo er August Strindbergs Gespenstersonate inszenierte. Einer der Darsteller war Gunnar Björnstrand, der bis in die 1970er Jahre hinein zu seinen Stammschauspielern gehören sollte. 1943 inszenierte er mehrere Stücke am Stockholmer Dramatikerstudion, wo er erstmals mit Anders Ek arbeitete.

## Karriere

### Frühwerke und erste Erfolge: 1944–1955

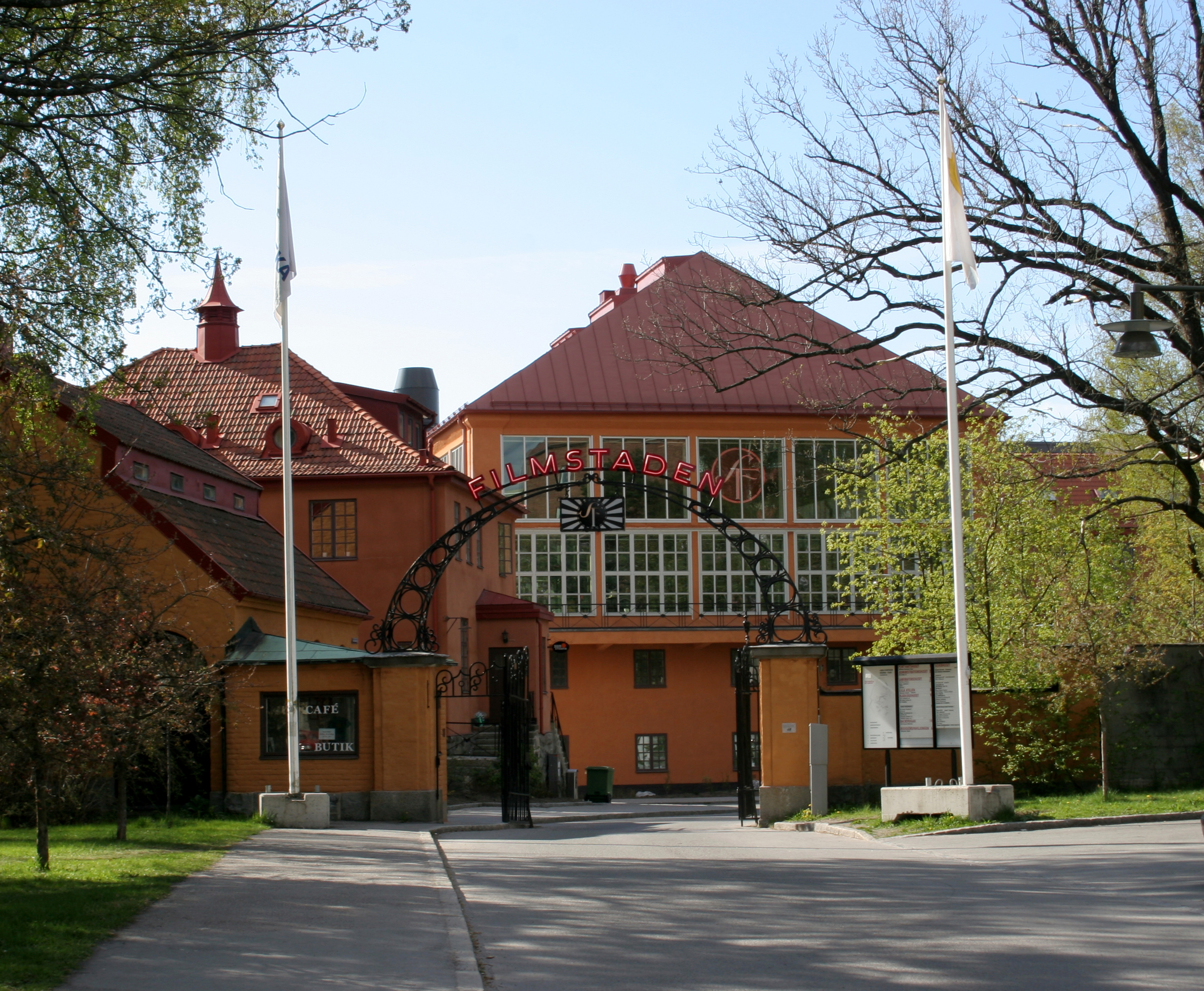
Eingangstor zu Filmstaden

Anfang der 1940er Jahre erhielt Bergman eine Anstellung als Drehbuchautor für die Produktionsgesellschaft Svensk Filmindustri, die durch seine Theaterstücke auf ihn aufmerksam geworden war. Das erste Drehbuch Bergmans, das verfilmt wurde, war Die Hörige (1944), inszeniert von Alf Sjöberg. Im selben Jahr nahm er die Stelle des Theaterchefs im Stadttheater in Helsingborg an und war damit landesweit der jüngste seiner Zunft. Ein Jahr später erhielt Bergman die Gelegenheit, selbst Regie bei einem Film zu führen. Die Vorlage zu seinem Debütfilm Kris stammte jedoch nicht von ihm, sondern basierte auf einer populären Theatervorlage. Kris startete 1946, fand aber weder sein Publikum noch großen Zuspruch bei der Kritik.
In der Folgezeit pendelte Bergman zwischen Aufträgen für Svensk Filmindustri und dem unabhängigen Produzenten Lorens Marmstedt. So entstanden unter anderem Es regnet auf unsere Liebe (1946), Musik im Dunkeln (1948) und Gefängnis (1949). Die Filmhistoriker Ulrich Gregor und Enno Patalas sahen als gemeinsames Thema dieser frühen Arbeiten junge Paare, die sich gegen den „feindlichen Zugriff der Umwelt“ wehren und deren Liebe „zwischen äußeren Widerständen und dem Unvermögen der Liebenden selbst“ zerrieben wird. Bergman, der zu dieser Zeit noch zu keinem eigenen Stil gefunden hatte, lehnte sich, neben dem von ihm geschätzten schwedischen Stummfilm, formal an den Poetischen Realismus, den Neorealismus und sogar den Film noir an.
Während Musik im Dunkeln kommerziell erfolgreich war, fiel Gefängnis durch und beendete Bergmans Zusammenarbeit mit Marmstedt. Dennoch war Gefängnis insofern von Bedeutung, als Bergman hier erstmals eine eigene Vorlage verfilmte und Fragen „nach der Position des Menschen in der Welt, nach dem Sinn seiner Existenz, nach Gott stellte“ (Rune Waldecrantz). In dieser Zeit war Bergman auch als Regisseur am Stadttheater in Göteborg angestellt, wo er, neben eigenen Stücken, Klassiker wie Macbeth oder, mit großem Erfolg, Albert Camus’ Caligula auf die Bühne brachte. In dieser Zeit lernte er die Möglichkeiten eines Theaters richtig zu nutzen, mit voller Wucht, oder äußerster Sparsamkeit die Aufmerksamkeit des Publikums auf wesentliche Dinge zu lenken.
Beginnend mit dem Ehedrama Durst (1949), so Gregor/Patalas, stellte Bergman ältere Paare in den Mittelpunkt seiner Geschichten. In Durst, An die Freude (1950) und Einen Sommer lang (1951) verarbeitete er unter anderem seine gescheiterte zweite Ehe mit Ellen Lundström. Bergman zählte Einen Sommer lang zu seinen wichtigsten Filmen, weil er hier erstmals zu einem eigenen Stil fand: „Ich wusste plötzlich, dass ich die Kamera an die richtige Stelle stellte, dass ich die richtigen Ergebnisse bekam, dass die Dinge stimmten.“ Regelmäßiger Kameramann Bergmans von Ende der 1940er Jahre bis 1960 war Gunnar Fischer (1910–2011), der für seine Porträtfotografie und seine nuancen- und kontrastreichen Schwarzweißbilder gerühmt wurde.
Die von Produktionsstopps und Streiks begleitete Krise des schwedischen Films 1951–1952 unterbrach auch Bergmans Schaffen. Aus finanziellen Gründen nahm er das Angebot an, Reklamefilme für die Seife „Bris“ zu drehen. In einem von ihnen hatte seine spätere regelmäßige Hauptdarstellerin und zeitweilige Partnerin Bibi Andersson ihre erste Filmrolle. Ab 1952 arbeitete Bergman parallel zu seiner Filmarbeit am Stadttheater in Malmö, wo die Zusammenarbeit mit Max von Sydow und Gunnel Lindblom ihren Anfang nahm. Es erfolgte, durch ihn gelenkt, der Aufbau eines „Bergman-Ensembles“, was auch den späteren Filmen außerordentlich zugutekam. In Malmö inszenierte er unter anderem Stücke von Strindberg, Ibsen, Molière und Goethes Urfaust.
Für Bergman-Biograf Hauke Lange-Fuchs stellte Einen Sommer lang den Auftakt einer Reihe so genannter Sommerfilme dar, die vor dem Hintergrund des schwedischen Sommers spielten und teilweise einen für Bergman ungewohnt heiteren Ton anschlugen. Zu diesen zählte Lange-Fuchs, neben Einen Sommer lang, Die Zeit mit Monika (1953), Lektion in Liebe (1954) und Das Lächeln einer Sommernacht (1955). Die Filme dieser Schaffensperiode, häufig mit Harriet Andersson besetzt, wurden vom Publikum mehrheitlich positiv aufgenommen und verschafften dem Regisseur ein Renommée in seiner Heimat. Der „leichte“ Ton einiger dieser Filme war Bergmans Konzession an die Produzenten, nachdem sein Zirkusdrama Abend der Gaukler (1953) an der Kinokasse durchgefallen und von der Kritik teils scharf angegriffen worden war. Im europäischen Ausland dagegen fand Abend der Gaukler frühzeitige Anerkennung, insbesondere in Frankreich. Rückblickend wurde der Film als künstlerischer Meilenstein in Bergmans Karriere begriffen.

### Internationale Erfolge: 1956–1975
Nach dem Erfolg von Das Lächeln einer Sommernacht, der bei den Internationalen Filmfestspielen von Cannes 1956 ausgezeichnet wurde, erhielt Bergman die Zusage für die Finanzierung seines nächsten Projekts Das siebente Siegel. Erstmals seit Gefängnis thematisierte Bergman hier wieder offen die Frage nach der Existenz Gottes und dem Sinn der menschlichen Existenz. Dieser Film nimmt eine Sonderrolle innerhalb der religiös gefärbten Themen ein, Bergman lässt hier in Person des Ritters den existenziellen Kampf der Menschen und den Glaubenszweifel voll durchleben. Das Lächeln einer Sommernacht und der nachfolgende Wilde Erdbeeren (1957) machten den Regisseur international bekannt, 1958 wurde Wilde Erdbeeren auf den Internationalen Filmfestspielen Berlin mit dem Goldenen Bären ausgezeichnet. Ingrid Thulin gab in diesem Film ihr Bergman-Debüt in einer Rolle, die dieser eigens für sie geschrieben hatte. Ab der zweiten Hälfte der 1950er Jahre drehte Bergman auch für das schwedische Fernsehen.
1960 erhielt Bergman für das mittelalterliche Rachedrama Die Jungfrauenquelle erstmals den Oscar für den Besten fremdsprachigen Film, und im selben Jahr begann Bergman seine Tätigkeit als Regisseur (und später Leiter) am Königlichen Dramatischen Theater in Stockholm. Mit den drei Filmen der „Glaubenstrilogie“ Wie in einem Spiegel (1961), Licht im Winter (1962) und Das Schweigen (1963) schuf Bergman einige seiner bedeutendsten Filme. In allen drei Filmen ringen die Hauptfiguren mit ihrer Unfähigkeit, an Gott zu glauben und Beziehungen zu anderen Menschen herzustellen. Von hier an scheint es auch, dass Bergman „seinen Stil“ gefunden hat. Das Schweigen löste wegen seiner freizügigen erotischen Darstellungen einen Skandal aus, wurde in einigen Ländern verboten oder stark zensiert und dank eines großen Presseechos einer von Bergmans Filmen mit dem größten Publikumszuspruch. Mit Das Schweigen endete auch die explizite Frage nach der Existenz Gottes in Bergmans Filmen; die Einsamkeit des Menschen, seine Suche nach Verständnis und das Streben nach Glück standen fortan im Vordergrund.
Alle Filme in dieser Schaffensperiode wurden von Sven Nykvist (1922–2006) fotografiert, der bis 1983 Bergmans Stammkameramann blieb. Ein Markenzeichen von Nykvists und Bergmans gemeinsamer Arbeit war die Erzeugung von Bildern mit starkem emotionalen Effekt mit so wenigen künstlichen Lichtquellen wie möglich. Dabei beschränkte sich Bergman (mit Ausnahme von Ach, diese Frauen, 1964) bis Ende der 1960er Jahre auf das Schwarzweißformat.
Mit dem experimentellen Persona (1966) trat erstmals die Norwegerin Liv Ullmann in einem seiner Filme auf, die in zahlreichen Bergman-Arbeiten der späten 1960er und 1970er Jahre die weibliche Hauptrolle übernahm. Von Mitte bis Ende der 1960er Jahre war sie zudem Bergmans Lebensgefährtin, aus der Verbindung ging die Tochter Linn Ullmann (* 1966) hervor. Persona und die folgenden Filme der „Fårö-Trilogie“, begonnen mit Die Stunde des Wolfs (1968), vermochten jedoch ebenso wenig ihr Publikum zu finden wie die internationale Koproduktion The Touch (1971), und auch die Kritikermeinungen waren häufig gespalten. Anerkennung bei Kritik und Publikum fand dagegen Schreie und Flüstern (1972). Einen seiner größten Erfolge feierte Bergman mit der Fernsehserie Szenen einer Ehe (1973), die auch als Kinofilm ausgewertet wurde und die Institution Ehe einer kritischen Analyse unterzog. Mit Die Zauberflöte (1975) präsentierte er eine viel beachtete filmische Umsetzung von Mozarts gleichnamiger Oper, die er unter anderem schon in Die Stunde des Wolfs zitiert hatte.

### Aufenthalt in Deutschland, Rückkehr und letzte Jahre: 1976–2007
Im Januar 1976 wurde Bergman in Schweden der Steuerhinterziehung angeklagt. Die Anklage wurde bald wieder fallengelassen, aber Bergman verlegte aus Protest gegen die Behandlung seiner Person seinen Wohnsitz vorübergehend nach München. Seine nächsten Filme, von denen nur Herbstsonate (1978) Anklang bei Zuschauern und Kritikern fand, entstanden in der Bundesrepublik Deutschland und in Norwegen. Bis 1985 arbeitete Bergman am Münchner Residenztheater, doch bereits im September 1981 drehte er wieder in Schweden: Fanny und Alexander sollte sein „offizieller“ Abschied vom Kino werden, danach wollte er sich nur noch auf Theaterarbeit und gelegentliche Fernsehproduktionen konzentrieren. Die im Kino drei Stunden, im Fernsehen sogar fast doppelt so lange Familiensaga, die noch einmal viele von Bergmans Motiven vereinte, wurde beinahe durchweg von den Rezensenten gelobt, erhielt vier Oscars (darunter erneut für den Besten fremdsprachigen Film) und war ein kommerzieller Erfolg.
1985 kehrte Bergman an das Königliche Dramatische Theater zurück. 1991 inszenierte er die Oper Bacchanterna nach Euripides’ Drama Die Bakchen an der Königlichen Oper (Musik von Daniel Börtz). 1996, nach einer enthusiastisch gefeierten Theaterinszenierung der Bakchen, verabschiedete sich Bergman endgültig vom Theater. Im Jahr zuvor war seine langjährige Ehefrau Ingrid von Rosen gestorben, und über seine Inszenierung von Molières Menschenfeind war es zum Konflikt mit dem Leiter des Königlich Dramatischen Theaters, Lars Löfgren, gekommen.
Bei den 50. Internationalen Filmfestspielen von Cannes 1997 nahm seine Tochter Linn für ihn im Beisein von 28 Goldene-Palme-Gewinnern die „Palme der Palmen“ entgegen. Bereits 1983 war Bergman in Venedig für sein Lebenswerk ausgezeichnet worden, 1988 hatte er den erstmals verliehenen Europäischen Filmpreis „Felix“ erhalten.
Seinen letzten Fernsehfilm inszenierte Bergman 2003 mit Sarabande, einer Fortsetzung seines Serienerfolgs Szenen einer Ehe, in dem noch einmal seine langjährigen Darsteller Liv Ullmann und Erland Josephson zu sehen waren. In Schweden sahen rund 990.000 Zuschauer die Ausstrahlung.
Ingmar Bergman starb am 30. Juli 2007 im Alter von 89 Jahren in seinem Haus auf der Ostseeinsel Fårö, wo er seit 1965 seinen Hauptwohnsitz hatte. Dort fand auf dem Inselfriedhof auch seine Beisetzung statt.

## Familie
Bergman war fünfmal verheiratet und hatte neun Kinder:

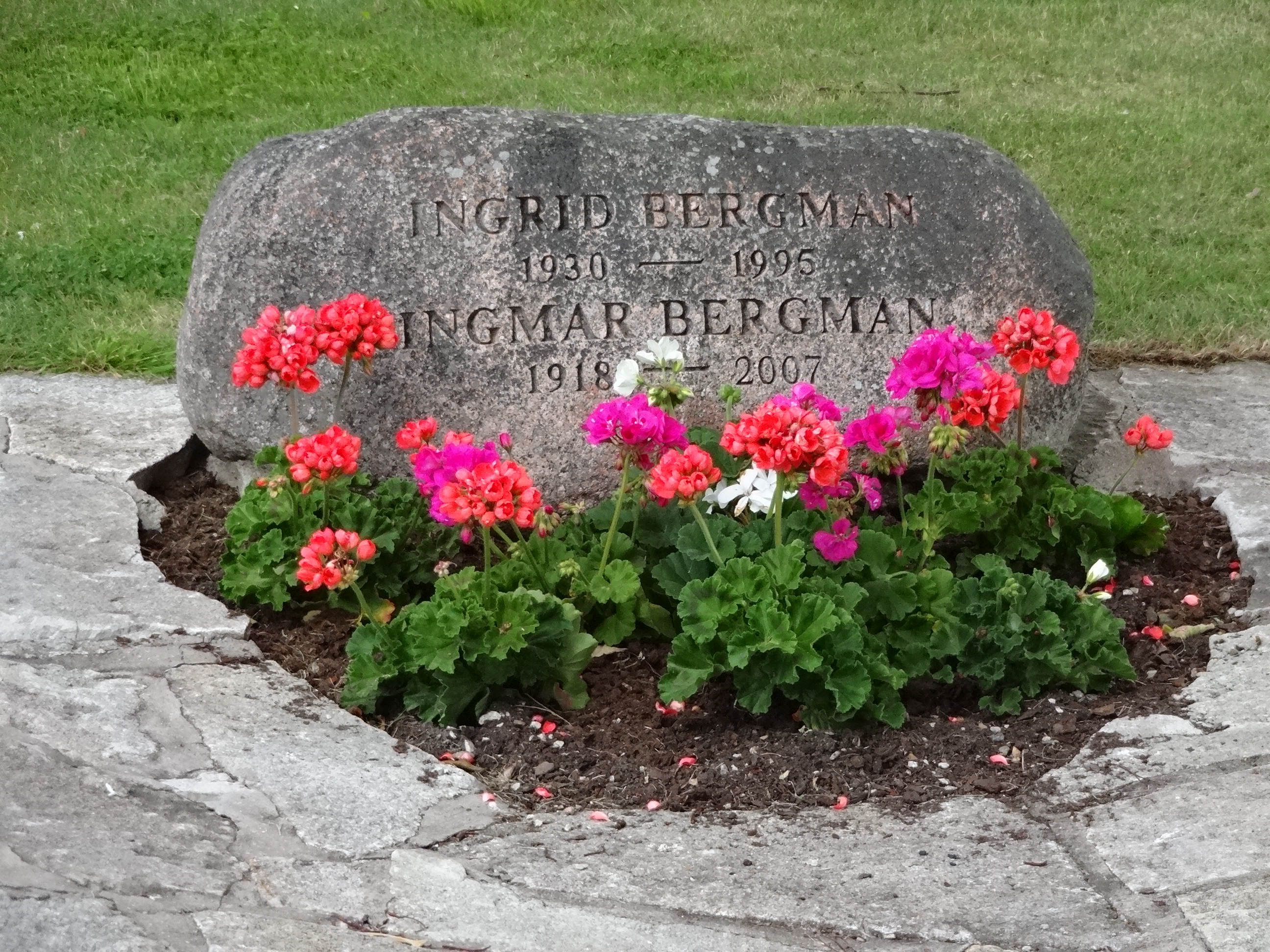
Grabstein für Ingrid und Ingmar Bergman auf Fårö

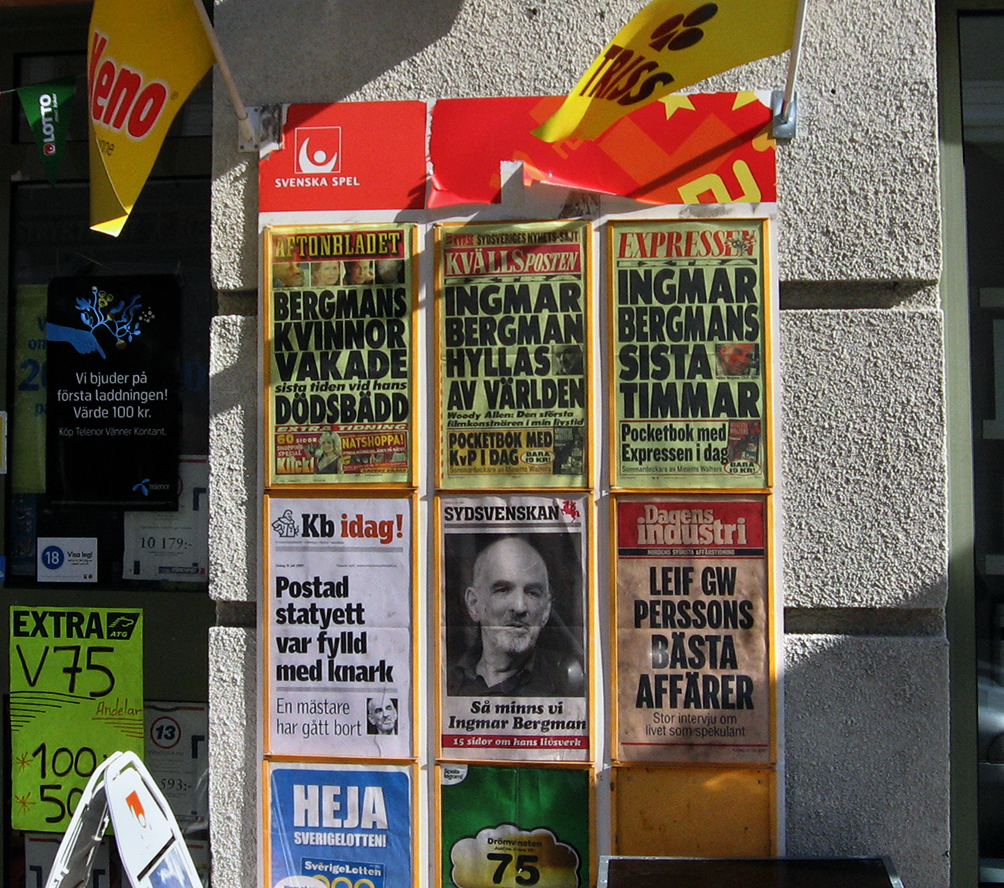
Händlerschürzen am 31. Juli 2007 anlässlich Ingmar Bergmans Tod.

- Seine erste Frau von 1943 bis 1945 war Else Fisher. Sie bekamen die Tochter Lena (* 1943), diese hatte später eine kleine Rolle in Wilde Erdbeeren.
- Von 1945 bis 1950 war Bergman mit Ellen Lundström verheiratet. Sie bekamen vier Kinder, Eva (* 1945), Jan (* 1946) und die Zwillinge Anna und Mats (* 1948).
- In dritter Ehe war Bergman von 1951 bis 1952 mit Gun Grut verheiratet. Sie bekamen den Sohn Ingmar (* 1951).
- Von 1959 bis 1965 war Bergmans Frau die Konzertpianistin Käbi Laretei (1922–2014). Mit ihr hat er den Sohn Daniel (* 1962), der ebenfalls als Regisseur tätig ist; ihm widmete Bergman seinen gleichnamigen Dokumentar-Kurzfilm (1967).
- Von 1965 bis 1969 lebte Bergman unverheiratet mit Liv Ullmann (* 1938) zusammen. Sie haben die Tochter Linn Ullmann (* 1966).
- Von 1971 bis zu ihrem Tod 1995 war Bergman mit seiner fünften Ehefrau Gräfin Ingrid von Rosen verheiratet. Ihre gemeinsame Tochter Maria wurde allerdings schon 1959 geboren.[52]

## Nachwirkung
Ein Teil seines künstlerischen Nachlasses wird von der 2002 gegründeten Ingmar-Bergman-Stiftung in Stockholm betreut. Seit 2007 wird das Archiv der Stiftung von der UNESCO in der Liste Weltdokumentenerbe geführt. Die Stiftung Bergmangebäude auf Fårö verwaltet zudem Immobilien Bergmans, die unter anderem Stipendien an internationale Künstler vergibt, die die Räumlichkeiten nutzen können.
Die Retrospektive der Internationalen Filmfestspiele Berlin 2011 war Bergman gewidmet.
Einige Schauspieler verdanken Bergman ihren internationalen Durchbruch, unter ihnen Max von Sydow, Erland Josephson, Ingrid Thulin, Bibi Andersson und Liv Ullmann. Regisseure wie Woody Allen, Ang Lee, Lars von Trier und Margarethe von Trotta  zählen ihn zu ihren Vorbildern.
Bergman war auch die Hauptfigur eines Radio-Musicals der Gruppe Sparks, The Seduction of Ingmar Bergman (2009), und eines Romans von Alexander Ahndoril, Regissören (2006), von dem sich Bergman aber mit Nachdruck distanzierte.

## Filmografie
| Platz 2015 | Platz 2020 | Film                |
| ---------- | ---------- | ------------------- |
| 129        | 155        | Das siebente Siegel |
| 133        | 167        | Wilde Erdbeeren     |
| 179        | 192        | Persona             |
| 202        | 250        | Fanny und Alexander |

### Regie
Wo nicht anders erwähnt, verfasste Bergman auch das Drehbuch. Von seinen Fernseh-Produktionen sind nur diejenigen in Spielfilmlänge berücksichtigt.
- 1946: Kris
- 1946: Es regnet auf unsere Liebe (Det regnar på vår kärlek)
- 1947: Schiff nach Indialand (Skepp till India land)
- 1948: Musik im Dunkeln (Musik i mörker)
- 1948: Hafenstadt (Hamnstad)
- 1949: Gefängnis (Fängelse)
- 1949: Durst (Törst)
- 1950: Menschenjagd (Sånt händer inte här)
- 1950: An die Freude (Till glädje)
- 1951: Einen Sommer lang (Sommarlek)
- 1952: Sehnsucht der Frauen (Kvinnors väntan)
- 1953: Die Zeit mit Monika (Sommaren med Monika)
- 1953: Abend der Gaukler (Gycklarnas afton)
- 1954: Lektion in Liebe (En lektion i kärlek)
- 1955: Frauenträume (Kvinnodröm)
- 1955: Das Lächeln einer Sommernacht (Sommarnattens leende)
- 1957: Das siebente Siegel (Det sjunde inseglet)
- 1957: Wilde Erdbeeren (Smultronstället)
- 1958: Nahe dem Leben (Nära livet)
- 1958: Rabies (Fernsehfilm)
- 1958: Das Gesicht (Ansiktet)
- 1959: Die Jungfrauenquelle (Jungfrukällan)
- 1960: Oväder (Fernsehfilm)
- 1960: Das Teufelsauge (Djävulens öga)
- 1961: Wie in einem Spiegel (Såsom i en spegel)
- 1962: Licht im Winter (Nattvardsgästerna)
- 1963: Ett drömspel (Fernsehfilm)
- 1963: Das Schweigen (Tystnaden)
- 1964: Ach, diese Frauen (För att inte tala om alla dessa kvinnor)
- 1966: Persona
- 1967: Episode „Daniel“ in Stimulantia
- 1968: Die Stunde des Wolfs (Vargtimmen)
- 1968: Schande (Skammen)
- 1969: Der Ritus (Riten, Fernsehfilm)
- 1969: Passion (En Passion)
- 1970: Dokumentation über Fårö (Fårödokument, Fernsehfilm)
- 1971: The Touch
- 1972: Schreie und Flüstern (Viskningar och rop)
- 1973: Szenen einer Ehe (Scener ur ett äktenskap)
- 1975: Die Zauberflöte (Trollflöjten)
- 1976: Von Angesicht zu Angesicht (Ansikte mot ansikte)
- 1976: De fördömda kvinnornas dans  (Fernsehfilm)
- 1977: Das Schlangenei (The Serpent’s Egg)
- 1978: Herbstsonate (Höstsonaten)
- 1979: Fårö-Dokument 1979
- 1980: Aus dem Leben der Marionetten
- 1982: Fanny und Alexander (Fanny och Alexander)
- 1984: Nach der Probe (Efter repetitionen, Fernsehfilm)
- 1984: Das Fanny und Alexander-Dokument (Dokument Fanny och Alexander)
- 1986: Die Gesegneten (De två saliga, Fernsehfilm)
- 1997: Dabei: Ein Clown (Larmar och gör sig till, Fernsehfilm)
- 2000: Bildmakarna (Fernsehfilm)
- 2003: Sarabande (Saraband, Fernsehfilm)

### Drehbuch (Auswahl)
- 1944: Die Hörige (Hets, Regie: Alf Sjöberg)
- 1947: Frau ohne Gesicht (Kvinna utan ansikte, Regie: Gustaf Molander)
- 1956: Junge Herzen im Sturm (Sista paret ut, Regie: Alf Sjöberg)
- 1970: Reservatet (Regie: Jan Molander)
- 1970: The Lie (Regie: Alan Bridges)
- 1991: Die besten Absichten (Den goda viljan, Regie: Bille August)
- 1992: Sonntagskinder (Söndagsbarn, Regie: Daniel Bergman)
- 1995: Einzelgespräche (Enskilda samtal, Regie: Liv Ullmann)
- 2000: Die Treulosen (Trolösa, Regie: Liv Ullmann)

## Literarische Werke
- Bilder. Stockholm 1990. Dt.: Bilder. Köln 1991.
- Den goda viljan. Stockholm 1992. Dt.: Die besten Absichten. Köln 1993.
- Söndagsbarn. Stockholm 1993. Dt.: Sonntagskinder. Köln 1996.
- Enskilda samtal. Stockholm 1996. Dt.: Einzelgespräche. München 1996.
- Laterna Magica. Mein Leben. Aus dem Schwedischen von Hans-Joachim Maass. Alexander Verlag, Berlin 2003, ISBN 3-89581-093-2.
- Tre dagböcker. gemeinsam mit Ingrid Bergman und Maria von Rosen. Stockholm 2004. Dt.: Der weiße Schmerz. Drei Tagebücher. Hanser, München 2007, ISBN 978-3-446-20754-7.
- Laterna Magica. Mein Leben. Aus dem Schwedischen von Hans-Joachim Maass. Erweiterte Neuausgabe mit Filmografie und Register. Alexander Verlag, Berlin 2011, ISBN 978-3-89581-247-7.
- Laterna Magica. Mein Leben. Aus dem Schwedischen von Hans-Joachim Maass. Neuausgabe mit einem Vorwort von Jean-Marie Gustave Le Clézio und einem Nachwort von Jean-Claude Carrière, Alexander Verlag Berlin, 2018, ISBN 978-3-89581-471-6
- Ingmar Bergman. Essays, Daten, Dokumente. Mit einem Vorwort und fünf einleitenden Essays von Marion Löhndorf. Bertz + Fischer Verlag, Berlin 2011, ISBN 978-3-86505-208-7.
- Ich schreibe Filme. Arbeitstagebücher 1955–2001. Herausgegeben, aus dem Schwedischen übersetzt und mit einem Nachwort von Renate Bleibtreu. Berenberg Verlag, Berlin 2021, ISBN 978-3-949203-06-0

## Auszeichnungen
| Platz | Film                 |
| ----- | -------------------- |
| 19    | Persona              |
| 53    | Fanny und Alexander  |
| 61    | Wilde Erdbeeren      |
| 73    | Das siebente Siegel  |
| 150   | Schreie und Flüstern |

Ingmar Bergman ist mit insgesamt 58 Filmpreisen ausgezeichnet worden. Die wichtigsten dieser Ehrungen sind:
- Prix International Internationale Filmfestspiele von Cannes 1956
- Sonderpreis der Jury Internationale Filmfestspiele von Cannes 1957
- Goldener Bär der Internationalen Filmfestspiele Berlin 1958
- Preis für die beste Regie Internationale Filmfestspiele von Cannes 1958
- Spezialpreis der Jury Internationale Filmfestspiele von Venedig 1959
- 1961: Mitglied der American Academy of Arts and Sciences
- 1965: Erasmus-Preis
- 1970: Oscars/Irving G. Thalberg Memorial Award der Amerikanischen Filmakademie
- 1976: Goethepreis der Stadt Frankfurt am Main
- 1977: Bambi
- 1983: Goldener Löwe von Venedig für das Gesamtwerk
- 1988: Felix Europäischer Filmpreis für das Lebenswerk
- 1984: César in der Kategorie Bester ausländischer Film für Fanny und Alexander
- 1984: Drei David-di-Donatello-Auszeichnungen (Bester ausländischer Film, Regie eines ausländischen Films und Drehbuch für einen ausländischen Film) für Fanny und Alexander
- 1988: Academy Fellowship der British Academy of Film and Television Arts (BAFTA)
- 1989: Sonning-Preis der Universität Kopenhagen
- 1990: Lifetime Achievement Award der Directors Guild of America
- 1991: Praemium Imperiale der Japan Art Association
- 1997: Palme der Palmen der Internationalen Filmfestspiele von Cannes als Bester Regisseur aller Zeiten
- 1998: Preis der Ökumenischen Jury der Filmfestspiele von Cannes für sein Lebenswerk

In der Kategorie Bester fremdsprachiger Film sind folgende Filme unter Bergmans Regie mit einem Oscar ausgezeichnet worden:
- 1961: Die Jungfrauenquelle
- 1962: Wie in einem Spiegel
- 1984: Fanny und Alexander

## Audio
- Regisseur Ingmar Bergman Im Labyrinth der Seelen, von Markus Metz und Georg Seeßlen, Deutschlandradio Lange Nacht, 10. September 2022, 2.35,55 Minuten.

### Einführungen
- Thomas Koebner: Ingmar Bergman. In: Filmregisseure. Biographien, Werkebeschreibungen, Filmbiographien. (Hrsg.): Thomas Koebner. Mit 109 Abbildungen. Stuttgart: Reclam 2008 [3. aktualisierte und erweiterte 1. Auflage, 1999], ISBN 978-3-15-010662-4, S. 52f.
- Roger W. Oliver (Hrsg.): Ingmar Bergman. Der Film. Das Theater. Die Bücher. Schüren, Marburg; Gremese, Rom 2001, 2. Aufl., rev. und korr., ISBN 978-3-89472-372-9, Inhaltsverzeichnis.
- Birgitta Steene: Ingmar Bergman: A Reference Guide. Amsterdam University Press, Amsterdam 2005, ISBN 90-5356-406-3, 1150 S.

### Sekundärliteratur
-- alphabetisch --
- Lars Åhlander: Gaukler im Grenzland. Ingmar Bergman. Hrsg. vom Svenska Filminstitutet Stockholm. Henschel, Berlin 1993.
- Olivier Assayas und Stig Björkman: Gespräche mit Ingmar Bergman. Aus dem Franz. von Silvia Berutti-Ronelt, Alexander Verlag, Berlin 2002, ISBN 3-89581-071-1.
- Renate Bleibtreu (Hrsg.): Ingmar Bergman. Im Bleistift-Ton. Ein Werk-Porträt. Hamburg 2002.
- Peter Cowie: Ingmar Bergman: A Critical Biography. Scribner, New York 1982, ISBN 0-436-10885-2
- Peter Cowie: God and the devil : the life and work of Ingmar Bergman, London : Faber, 2023, ISBN 978-0-571-37090-0
- Paul Duncan; Bengt Wanselius (Hrsg.): The Ingmar Bergman Archives. Taschen Verlag, Köln 2008, ISBN 978-3-8365-0834-6.[62]
- Frank Gado: The Passion of Ingmar Bergman. Duke University Press, Durham 1986.
- Marc Gervais: Ingmar Bergman. Magician and Prophet. McGill-Queen’s University Press, Montreal etc. 1999.
- Marianne Höök: Ingmar Bergman. Wahlström & Widstrand, Stockholm 1962.
- Laura Hubner: The films of Ingmar Bergman. Illusions of light and darkness. Palgrave Macmillan, Houndmills u. a. 2008, ISBN 978-0-230-00724-6.
- Gabriele Jatho (Red.): Ingmar Bergman. Essays, Daten, Dokumente. Hrsg. von der Deutschen Kinemathek. Bertz + Fischer Verlag, Berlin 2011, ISBN 978-3-86505-208-7.
- Kristina Jaspers, Nils Warnecke, Rüdiger Zill (Hrsg.): Wahre Lügen. Bergman inszeniert Bergman. Bertz + Fischer, Berlin 2012, ISBN 3-86505-219-3.
- Jesse Kalin: The Films of Ingmar Bergman. Cambridge University Press, Cambridge 2003.
- Thomas Koebner: Ingmar Bergman. Eine Wanderung durch sein Werk. edition text+kritik, (Film-Konzepte Sonderband 2009), München 2009, ISBN 978-3-88377-920-1.
- John Lahr: The Demon Lover. In: The New Yorker, 31. Mai 1999, S. 66–79.
- Geoffrey Macnab: Ingmar Bergman. The life and films of the last great European director, London [u. a.] : I. B. Tauris, 2009, ISBN 978-1-84885-046-0.
- Lloyd Michaels (Hrsg.): Ingmar Bergman’s Persona. Cambridge University Press. Cambridge 2000, ISBN 0-521-65175-1.
- Mikael Timm: Lusten och dämonerna. Boken om Bergman. Norstedts, Stockholm 2008, ISBN 978-91-1-301529-3.
- Egil Törnqvist: Between Stage and Screen: Ingmar Bergman Directs. Amsterdam 1995.
- Egil Törnqvist: I Bergmans regi. (= Amsterdam Contributions to Scandinavian Studies, Volume 5). Scandinavisch Instituut. Universiteit van Amsterdam, Amsterdam 2008.
- Linn Ullmann: Die Unruhigen. Luchterhand, München 2018, ISBN 978-3-630-87421-0.
- Nils Warnecke, Kristina Jaspers (Hrsg.): Ingmar Bergman. Von Lüge und Wahrheit. Bertz + Fischer Verlag, Berlin 2011, ISBN 978-3-86505-207-0.
- Eckhard Weise: Ingmar Bergman. Rowohlt (Reihe rororo-Monographie, Bd. 50366), Reinbek bei Hamburg 1997, ISBN 3-499-50366-2.
- Eckhard Weise: Reisen im Bergmanland. Eine Annäherung an Ingmar Bergman und Schweden in Text und Bild. Wiesenburg Verlag, Schweinfurt 2018, ISBN 978-3-95632-627-1
- Vernon Young: Cinema Borealis: Ingmar Bergman and the Swedish Ethos. New York 1971.
- Leif Zern: Se Bergman. Nordstedt, Stockholm 1993.

## Dokumentarfilme
- Ingmar Bergman: The Magic Lantern. Dokumentarfilm, Großbritannien, 1988, 60 Min., Regie: Michael Winterbottom, Produktion: Thames Television, Filmdaten vom BFI. Über Bergmans Kindheit und Leben.
- Die Frauen in Ingmar Bergmans Leben. Dokumentarfilm, Deutschland, 1992/93, 85 Min., Buch und Regie: Katja Raganelli, Kamera und Produktion: Konrad Wickler, Produktion: Bayerischer Rundfunk[63] Mit Bibi Andersson, Harriet Andersson, Eva Dahlbeck, Gunnel Lindblom, Ingrid Thulin, Liv Ullmann.
- Ingmar Bergman – über Leben und Arbeit. Dokumentarfilm, Schweden, Deutschland, Frankreich, 1998, 91 Min., Regie: Jörn Donner, Kamera: Arne Carlsson, Produktion: Kaj Holuber für Top Story Filmproduction, arte, STV Drama, Inhaltsangabe und Filmdaten von Arthaus.
- 3 × Ingmar Bergman (Bergman und das Kino; Bergman und das Theater; Bergman und Fårö). Dokumentarfilme, Schweden 2004, 180 Min., Buch und Regie: Marie Nyreröd, Kamera: Arne Carlsson, Schnitt: Kurt Bergmark, Musik: Franz Schubert, Robert Schumann und andere, Produktion: Marie Nyreröd für SVT Sveriges Television AB, Beta SP, Besprechung: [64].
- Liv & Ingmar. Dokumentarfilm, Norwegen, 2012, 119 Min., Buch: Dheeraj Akolkar und Ragnhild Lund, Regie: Dheeraj Akolkar, Produktion: NordicStories, Svensk Filmindustri (SF), Sveriges Television (SVT),[65] Freunde, Kollegen und Liv Ullmann erzählen über die 42 Jahre andauernde Beziehung zwischen Bergman und Ullmann.
- Trespassing Bergman. Dokumentarfilm, Schweden, 2013, 107 Min., Buch und Regie: Jane Magnusson und Hynek Pallas, Produktion: Gadda Five, Filmpremiere: 28. August 2013 bei den Internationalen Filmfestspielen von Venedig.[66]
Die Regisseure Michael Haneke, Claire Denis und Alejandro González Iñárritu besuchen Bergmans Insel Fårö, reden über seine Filme in dessen Haus und besuchen frühere Orte seiner Filmaufnahmen. Weitere Gespräche u. a. mit Martin Scorsese, Wes Anderson, Lars von Trier, Ang Lee, Zhang Yimou, Woody Allen, Francis Ford Coppola, Takeshi Kitano.
- Persona: Der Film, der Ingmar Bergman rettete. (OT: „Persona“, le film qui a sauvé Ingmar Bergman.) Dokumentarfilm, Frankreich, 2017, 53:02 Min., Buch: Maria Sjöberg, Regie: Manuelle Blanc, Produktion: Camera lucida productions, arte France, Reihe: Ein Abend mit Ingmar Bergman, Erstsendung: 7. Februar 2018 bei arte, Inhaltsangabe von ARD.
- Bergman – A Year in a Life. (OT: Bergman – ett år, ett liv.) Dokumentarfilm, Schweden, 2018, 117 Min., Buch und Regie: Jane Magnusson, Produktion: B-Reel Films, Filmpremiere: 12. Mai 2018 beim Festival de Cannes, Kinostart: 13. Juli 2018 in Schweden,[67]
- Auf der Suche nach Ingmar Bergman – Vermächtnis eines Jahrhundertgenies. (Alternativtitel: Searching for Ingmar Bergman (1918–2007).) Dokumentarfilm, Deutschland, Frankreich, 2018, 99 Min., Buch: Margarethe von Trotta und Felix Moeller, Regie: Margarethe von Trotta, Produktion: C-Films, Mondex & Cie, Kinostart: 13. Juli 2018, [68] U.a. mit Liv Ullmann, Ruben Östlund, Olivier Assayas, Stig Björkman; Besprechungen: [56].
- Ingmar Bergman – Herr der Dämonen. Dokumentarfilm, Deutschland, Schweden, 2018, 59:57 Min., Buch und Regie: Henrike Sandner, Sprecherin: Corinna Harfouch, Produktion: Broadview.tv, 3sat, ZDF, Erstsendung: 14. Juli 2018 bei 3sat, Inhaltsangabe von 3sat, Besprechung: [69].